# Прапор Єврейської автономної області

Прапор Єврейської автономної області

Прапор Єврейської автономної області є символом Єврейської автономної області. Був ухвалений 31 липня 1996 року.

## Опис
Прапор Єврейської автономної області являє собою біле прямокутне полотнище, на горизонтальній осі якого розташована кольорова смуга, що символізує веселку й що складається із семи вузьких горизонтальних смужок: червоної, помаранчевої, жовтої, зеленої, блакитної, синьої й фіолетової, ширина кожної з яких рівна 1/40 ширини прапора, розділених між собою вузькими білими горизонтальними смужками, ширина кожної з яких рівна 1/120 ширини прапора. Відношення ширини прапора до його довжини становить 2:3. 

### Тлумачення
- Білий колір полотнища персоніфікує чистоту.
- Веселка — біблійний символ миру, щастя, добра. Кількість смуг веселки дорівнює кількості свіч у менорі — одному з національно-релігійних єврейських символів. Менора говорить про створення світу в сім днів, а кількість смуг веселки підкреслює зв'язок із стародавнім єврейським символом.
- Дана палітра кольорів символізує єднання євреїв, що проживають в Єврейській автономній республіці та євреїв в інших куточках світу (Ізраїль, США, Європа та інші) незалежно від особливостей кожного з євреїв. Послідовність кольорів не є випадковою —  також символізуючи етапи розвитку рабинів в ієрархії богослужіння.

## Схожі прапори
Попри зовнішню схожість, прапор ніяк не пов'язаний ані з веселковим прапором, що використовується низкою громадських об'єднань ЛҐБТ-руху, ані з віпалою – прапором андських народів у Болівії.

Веселковий прапор
Віпала